# Залог (Стража)
Залог (словен. Zalog) — поселення в общині Стража, регіон Південно-Східна Словенія, Словенія.